# 10:15 Saturday Night
10:15 Saturday Night è un brano musicale del gruppo post-punk britannico The Cure. La traccia venne pubblicata come B-side del loro singolo Killing an Arab, ed è la traccia d'apertura dell'album Three Imaginary Boys. Il brano venne anche pubblicato come singolo esclusivamente per il mercato francese (B-side: Accuracy).

## Il brano
Secondo quanto scritto nel booklet della Deluxe Edition di Three Imaginary Boys, il demo della canzone era compreso nel provino degli Easy Cure che il produttore Chris Parry ascoltò nel 1978 mentre era in cerca di una nuova band da mettere sotto contratto con la Fiction Records. La traccia venne composta da Robert Smith all'età di sedici anni mentre se ne stava seduto nella cucina dei genitori sentendosi "assolutamente depresso" mentre osservava il rubinetto del lavandino che gocciolava, bevendo birra fatta in casa dal padre.

## Tracce singolo

### Versione 1
Lato A
1. 10:15 Saturday Night

Lato B
1. Accuracy

### Versione 2
Lato A
1. 10:15 Saturday Night

Lato B
1. Foxy Lady (cover Jimi Hendrix)

### Versione 3
Lato A
1. Killing an Arab

Lato B
1. 10:15 Saturday Night

## Formazione
- Robert Smith - voce, chitarra
- Michael Dempsey - basso, voce in Foxy Lady
- Lol Tolhurst - batteria